# Vergetot

Vergetot este o comună în departamentul Seine-Maritime, Franța. În 1 ianuarie 2022 avea o populație de 440 de locuitori.